# دهستان دلفک
دهستان دلفک نام دهستانی در بخش خورگام شهرستان رودبار، استان گیلان در ایران است. مرکز این دهستان چهارمحل می باشد.براساس سرشماری مرکز آمار ایران در سال ۱۳۸۵، جمعیت آن ۳۲۴۲ نفر (۸۷۵ خانوار) بوده‌است.